# 2012-es köztársaságielnök-választás Magyarországon
|                                          |                |        |
| \| 2010 ← \| 2012. május 2. \| 2017 → \| |                |        |
| 2010 ←                                   | 2012. május 2. | 2017 → |

| 2010 ← | 2012. május 2. | 2017 → |

|             |             |
|             |             |
| Elnökjelölt | Áder János  |
| Párt        | Fidesz–KDNP |
| Szavazat    | 262         |

| Köztársasági elnök a választás előtt | Köztársasági elnök a választás után |
| Schmitt Pál                          | Áder János                          |

A rendszerváltás utáni hatodik köztársaságielnök-választást Magyarországon 2012. május 2-án tartották. Ahhoz, hogy valaki hivatalosan is köztársaságielnök-jelöltté válhasson, az alkotmány alapján az Országgyűlés legalább ötven tagjának írásbeli ajánlása szükséges.

## Előzmény
2010 nyarán Schmitt Pált választotta az országgyűlés köztársasági elnökké, miután az Orbán Viktor vezette Fidesz-KDNP pártszövetség elsöprő győzelmet aratott a 2010-es országgyűlési választáson.
2012. január 11-én a HVG című közéleti magazin nyilvánosságra hozta, hogy Schmitt 1992-es doktori disszertációja túlnyomórészt más szerzők műveinek szinte szó szerinti fordítása. Az ügyet egy magánszemély nyomozása indította el, amikor Schmitt diplomamunkájáról olvasott egy interjúkötetben azután, hogy a német védelmi miniszter, Karl-Theodor zu Guttenberg 2011-ben plágiumbotrányba keveredett. Hosszas nyomozás során kiderült, hogy Schmitt dolgozata szinte teljes egészében Nikolaj Georgiev, Klaus Heinemann, Anita L. Defrantz és Nadezsda Lekarszka kutatók munkáinak szó szerinti másolásával, illetve átfogalmazásával készült.
Az események hatására Schmitt Pál április 2-án az Országgyűlésben, napirend előtti felszólalásában jelentette be lemondását a köztársasági elnöki tisztségről. Ezt az Országgyűlés elfogadta, így a harmadik magyar köztársaság történetében Schmitt Pál lett az első köztársasági elnök, aki hivataláról lemondott.

## Jelöltek
Az MSZP a DK és az LMP ellenzéki pártok a köztársasági elnök-választásba való érdemi beleszólásának garanciáiról egyeztetett. Az MSZP az alaptörvény módosítását kezdeményezte azért, hogy az államfőt ne kétharmados, hanem négyötödös többséggel válassza meg a parlament. Ellensúlyozandó a kormánypártok kétharmados többségét. A DK később Iványi Gábor metodista lelkészt kívánta jelölni a tisztségre.
A Jobbik két jelöltet is megnevezett, Morvai Krisztina európai parlamenti képviselőt és Für Lajos korábbi honvédelmi minisztert. Később kiderült, hogy Für nem vállalja a köztársasági elnök-jelöltséget.
A Fidesz-KDNP pártszövetség a korábbi híreszteléseknek megfelelően Áder János európai parlamenti képviselőt jelölte az államfői posztra.

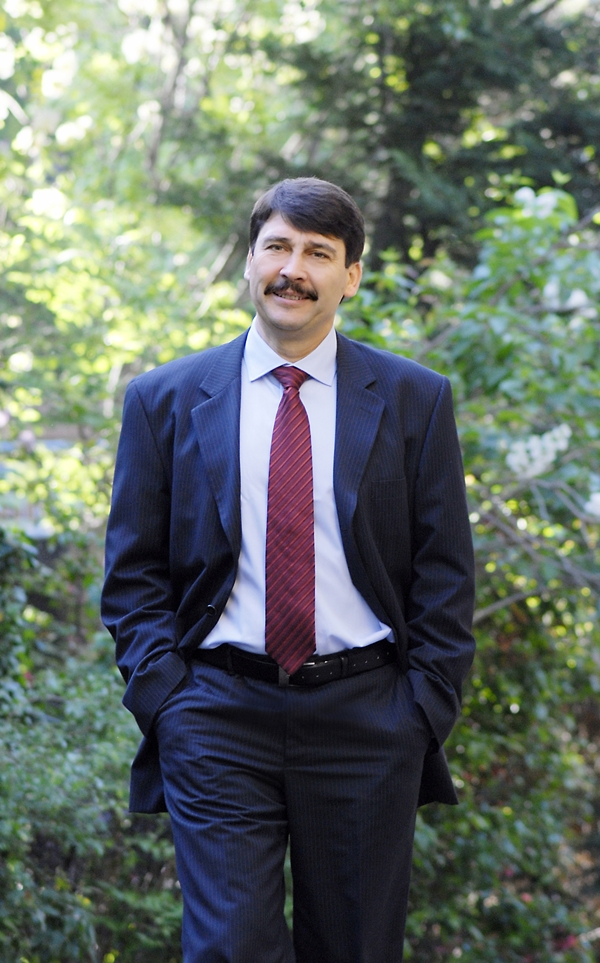
Áder János

## Eredmény
Az MSZP a DK és az LMP bojkottálta a szavazáson való részvételt. Az ellenzéki bojkott miatt egyik ellenzéki párt sem tudott jelöltet állítani így, Áder neve egyedüliként szerepelt a szavazólapon. 
| Köztársasági elnökválasztás, 2012 (első forduló) | Köztársasági elnökválasztás, 2012 (első forduló) | Köztársasági elnökválasztás, 2012 (első forduló) | Köztársasági elnökválasztás, 2012 (első forduló) |
| Jelölt                                           | Jelölő párt                                      | Szavazat                                         | %                                                |
| ------------------------------------------------ | ------------------------------------------------ | ------------------------------------------------ | ------------------------------------------------ |
| Áder János                                       | Fidesz-KDNP                                      | 262                                              | 67,87%                                           |
| Áder ellen                                       | ---                                              | 40                                               | 10,36%                                           |
| Nem szavazott                                    | Nem szavazott                                    | 79                                               | 20,47%                                           |
| Érvénytelen szavazat                             | Érvénytelen szavazat                             | 5                                                | 1,30%                                            |
| Összes szavazat                                  | Összes szavazat                                  | 307                                              | 79,53%                                           |
| Összes szavazó                                   | Összes szavazó                                   | 386                                              | 100,00%                                          |